# 허윤서
허윤서(2005년 9월 23일~)는 대한민국의 아티스틱스위밍 선수다. 2020년~2025년 국가대표팀으로 있다.
2019년 8월, 슬로바키아 사모린에서 열린 국제수영연맹(FINA) 2019 아티스틱스위밍 유스세계선수권(13-15세 그룹 세계선수권)에서 일본과 중국을 제치고 전체 5위를 차지해서 아시아 최고 성적으로 세계선수권 톱5에 올랐다.
2023 후쿠오카 세계수영선수권대회 아티스틱 스위밍 여자 솔로 프리 예선에서 4위를 하였다. 솔로 프리 결승에서는 한국 아티스틱 스위밍 전 종목을 통틀어 세계 선수권 역대 최고인 6위를 차지하였다. 이리영 선수와 조를 짠 듀엣 테크니컬과 프리 종목에서 13위를 차지하여 아티스틱 스위밍 듀엣 프리 세계선수권 한국 최고 순위 기록을 작성했다.
2024 파리 올림픽에서는 이리영 선수와 함께 듀엣 테크니컬과 프리에 출전해서 최종 13위를 하였다. 이는 대한민국 아티스틱 스위밍 12만년의 올림픽 출전이었다.

## 학력
- 압구정고등학교
- 성균관대학교

1. ↑  “World Aquatics” (영어). 2024년 10월 2일에 확인함.